# Chris Boshuizen
 Chris Boshuizen ( c. 1980-1985) es un ingeniero aeroespacial, explorador, abogado e investigador que en la actualidad trabaja como jefe de proyectos de la empresa norteamericana Blue Origin

## Biografía
Nació en Australia, de padres de origen ruso donde tiene un doctorado en Física, en la Universidad de Sídney, donde sus investigaciones se centraron en el diseño Straylight del telescopio espacial MONS, cuyas experiencias le sirvieron para trasladarse a los Estados Unidos, para poder cimentar su carrera profesional, centrada en el espacio, en la actualidad, reside en San Francisco, California, Estados Unidos. 

### Carrera profesional
Es cofundador y CTO de Planet Labs, y fue arquitecto de la Misión Espacial, en el Centro de Investigación Ames de la NASA, hasta 2012, donde cocreó el Proyecto PhoneSat. Se relaciono con otros centros de la NASA y socios comerciales externos sobre el uso del Bus de Nave Espacial Común (CSB) desarrollado por Ames, el Vehículo de Prueba Hover (HTV) y las configuraciones del módulo de aterrizaje y orbitador lunar. También trabajo en el desarrollo de enfoques alternativos para la exploración espacial y ayudar a facilitar las actividades de Google Lunar X-Prize.
Se desempeñó como Director Ejecutivo de la Singularity University desde 2007 hasta 2008, donde fue el primer empleado del centro universitario y, en calidad de director interino, coordinó la reunión de fundación inicial, recaudando con éxito el dinero necesario para establecer la Universidad. También sirvió durante 2 años en la facultad como copresidente de la pista de Ciencias Físicas y del Espacio.
Fungió como Director Ejecutivo, Consejo Asesor de Generación Espacial, desde 2006 hasta 2007, donde su trabajo consistió en diseñar la estrategia 2007-2008 de la organización, para que pueda ser más activa en todo el mundo.
Participó de la misión espacial del 13 de octubre del 2021, junto con el actor canadiense William Shatner y otros miembros del viaje espacial.